# Хуачжоу (Гуандун)
Хуачжо́у (кит. упр. 化州, пиньинь Huàzhōu) — городской уезд городского округа Маомин провинции Гуандун (КНР).

## История
Во времена империи Суй в 589 году была создана Лочжоуская область (罗州), власти которой разместились в уезде Шилун (石龙县). В 607 году она была упразднена, но после смены империи Суй на империю Тан была в 622 году образована вновь; тогда же была создана и Наньшиская область (南石州). В 635 году Наньшиская область была переименована в Бяньчжоускую область (辩州).
Во времена империи Сун Лочжоуская область была в 972 году присоединена к Бяньчжоуской области. В 980 году Бяньчжоуская область была переименована в Хуачжоускую область (化州). 
После монгольского завоевания и образования империи Юань Хуачжоуская область была в 1280 году преобразована в Хуачжоуский регион (化州路), власти которого разместились в уезде Шилун. После свержения власти монголов и образования империи Мин «регионы» были переименованы в «управы» — так в 1368 году появилась Хуачжоуская управа (化州府). В 1374 году управа была понижена в статусе до области, подчинённой Гаочжоуской управе (高州府); уезд Шилун был при этом расформирован, а его территория перешла под прямое управление областных властей.
После Синьхайской революции в Китае была проведена реформа структуры административного деления, в ходе которой области были упразднены, поэтому в 1912 году территория, ранее напрямую подчинённая властям Хуачжоуской области, стала уездом Хуасянь (化县).
После вхождения в состав КНР уезд Хуасянь оказался в составе Специального района Наньлу (南路专区). В августе 1950 года Специальный район Наньлу был переименован в Специальный район Гаолэй (高雷专区).
В 1952 году административное деление провинции Гуандун было изменено: были расформированы специальные районы, и уезд вошёл в состав Административного района Юэси (粤西行政区). В 1955 году было принято решение об упразднении административных районов, и с 1956 года уезд вошёл в состав Специального района Чжаньцзян (湛江专区).
В ноябре 1958 года уезд Хуасянь был объединён с уездом Учуань в уезд Хуачжоу (化州县). В апреле 1964 года из уезда Хуачжоу был вновь выделен уезд Учуань.
В 1970 году Специальный район Чжаньцзян был переименован в Округ Чжаньцзян (湛江地区).
В сентябре 1983 года были упразднены город Маомин и округ Чжаньцзян, и образованы городские округа Чжаньцзян и Маомин; уезд вошёл в состав городского округа Маомин.
В 1994 году уезд Хуачжоу был преобразован в городской уезд.

## Административное деление
Городской уезд делится на 6 уличных комитетов и 17 посёлков.